# STK Ultimax 100
Le STK Ultimax 100 est un fusil mitrailleur (FM) léger singapourien. Il a été conçu par des ingénieurs britanniques et il est en service depuis 1982. Il en existe une version Para  destinée aux commandos et parachutistes.

## Historique
Le développement de l’Ultimax débute en 1978. Fabriquée par Chartered Industries of Singapore, elle entre en service dans l’armée singapourienne en 1982. Malgré ses qualités, elle est apparue un peu trop tard, alors que la Fabrique nationale belge avait déjà remporté la plupart des marchés avec sa Minimi.
L'Ultimax 100 a tout de même été acheté par quelques pays européens, andins ou asiatiques. Il équipe en effet les Forces spéciales  de la Bosnie-Herzégovine, de Chypre, de la Croatie, des Fidji, du  Honduras, de l'Indonésie, du Maroc de la  Papouasie-Nouvelle-Guinée, du  Pérou, des Philippines, de la Serbie, de Singapour, des Îles Salomon, du Sri Lanka et de l'Uruguay. Il a donc servi lors Guerre d'indépendance du Timor oriental, durant les Guerres de Yougoslavie et le coup d'État fidjien de 2006. Les soldats sri-lankais l'ont utilisé contre les tigres de libération de l'Eelam tamoul.

## Description
Le mécanisme de rechargement de l’Ultimax 100 est basé sur le concept de l’emprunt de gaz : un tube placé au-dessus du canon récupère les gaz de combustion du tir, dont la pression actionne un piston repoussant la culasse vers l’arrière en la déverrouillant par un mouvement circulaire. Au fur et à mesure que les gaz s’échappent, la pression diminue et le ressort de renvoi repousse la culasse vers l’avant. Celle-ci chambre au passage une nouvelle cartouche qui est mise à feu lorsque le piston arrive en bout de course, après avoir de nouveau verrouillé la culasse. L’une des caractéristiques de l’arme est la longueur du ressort de renvoi, dont la tension est également ajustée pour que la culasse soit renvoyée avant d’atteindre la butée. Cette disposition permet de grandement réduire le recul de l’arme, qui reste contrôlable même en étant utilisée à une main.
L’Ultimax se distingue de la plupart des autres mitrailleuses par son utilisation de magasins plutôt que de bandes de cartouches. Le plus grand et celui normalement utilisé est un magasin-tambour d’une capacité de cent cartouches, d’où le nom Ultimax 100. Il est toutefois possible d’utiliser également les magasins de vingt ou trente cartouches conformes à la norme STANAG 4179 de l’OTAN.

### Caractéristiques techniques
| Modèle              | Ultimax 100                                                                 |
| ------------------- | --------------------------------------------------------------------------- |
| Longueur            | 1024 mm                                                                     |
| Masse à vide        | 4,9 kg (sans trépied)                                                       |
| Fonctionnement      | rechargement par emprunt de gaz et culasse rotative                         |
| Modes de tir        | Automatique                                                                 |
| Longueur canon      | 508 mm                                                                      |
| Rainurage du canon  | 6 rainures vers la droite                                                   |
| Cartouche           | 5,56 × 45 mm OTAN                                                           |
| Alimentation        | Magasin-tambour de 100 cartouches ou magasins droits de 20 ou 30 cartouches |
| Cadence de tir      | 600 cps/min                                                                 |
| Vitesse à la bouche | 970 m/s                                                                     |